# 老下陆街道
老下陆街道是中华人民共和国湖北省黃石市下陆区下辖的一个街道办事处。

## 行政区划
老下陆街道下辖以下村级行政区划单位：
江洋社区、峰烈山社区、老鹳庙社区、王寿社区和东方路社区。